# Cal Roure
Cal Roure és un edifici del municipi d'Igualada (Anoia). Forma part de l'Inventari del Patrimoni Arquitectònic de Catalunya.

## Descripció
L'edifici s'aixeca sobre una part de l'antiga porxada que envolta part de la plaça de l'ajuntament, ocupant dos arcs escarsers. La façana és totalment plana, només destaquen dues obertures de finestres al primer pis i una finestra al segon. Els esgrafiats de la façana són un arranjament actual que imita les antigues façanes catalanes. La botiga que hi ha a la planta baixa conserva encara la distribució i la decoració primitives; és digne de mencionar el sostre pintat d'estil modernista.

## Història
La botiga s'obrí fa uns 125 anys. L'edifici, possiblement, és anterior, segons sembla les portes originals de fusta són del s.XVIII. L'arranjament actual, façana i porxo terrat es va realitzar als voltants del 1970. Projecte de J. Vilanova, decorador igualadí. La família Roura eren també els amos de la fàbrica situada a la carretera de Vilanova del Camí. (veure altra fitxa).